# Épreville
Épreville település Franciaországban, Seine-Maritime megyében. Lakosainak száma 1068 fő (2022. január 1.). Épreville Auberville-la-Renault, Fécamp, Froberville, Maniquerville, Saint-Léonard, Sausseuzemare-en-Caux és Tourville-les-Ifs községekkel határos.

## Népesség
A település népességének változása:
| Lakosok száma | 1057 | 1050 | 1048 | 1022 | 1021 | 1013 | 1036 | 1052 | 1068 |
|               | 2013 | 2015 | 2016 | 2017 | 2018 | 2019 | 2020 | 2021 | 2022 |